# Rivanj (sziget)
Rivanj egy sziget az Adriai-tengerben, Horvátországban, a Zárai szigetvilágban.

## Leírása
Rivanj szigete a nyugatra fekvő a Sestrunj és a délkeleti Ugljan (0,4 km) között fekszik. Északnyugaton fekszik Tri sestrice szigete. A sziget dinári irányú, északnyugat-délkeleti kiterjedésű, hosszúsága 3,4 km, legnagyobb szélessége 1,4 km, területe 4,14 km². A legmagasabb pontja a Lukočina (112 m). Krétakori mészkőből épül fel. A partvonal hossza 10,3 km. Macchia és cserjék borítják. Az egyetlen település Rivanj a nyugati parton fekszik. A gazdaság fő bevételi forrása a mezőgazdaság, a halászat és az idegenforgalom. Zárával és a szomszédos szigetekkel (Ist, Molat, Zverinac, Sestrunj) kompjáratok kötik össze. 

## Története
Rivanj szigete már az ókorban is lakott volt, első ismert lakói az illírek voltak. A települést először a 14. század közepén jegyezték fel írásos forrásokban, majd ismét a 15. században, amikor a zárai kataszterben Rivan, más forrásokban Ripanium néven vették nyilvántartásba. A középkorban a sziget a Zára városának szerves része volt. 1640-ben a zárai Lantana család szerezte meg. A 19. század elején pedig a lakosság nagy része kivándorolt az USA-ba, majd a második világháború alatt a lakosok többsége Zárában telepedett le. A szigeten találhatók a középkori Szent Borbála templom maradványai.